# Formula Twins World Series
De Formula Twins World Series is een motorfiets-wegraceklasse waaraan viertakt-twins mogen meedoen die voldoen aan twee van de drie volgende kenmerken: brandstofinjectie, vloeistofkoeling en drie of meer kleppen per cilinder. Verder is de carburateur- of gasklephuisdiameter beperkt.